# IC 5088
IC 5088 ist eine linsenförmige Galaxie vom Hubble-Typ S0/a im Sternbild Steinbock auf der Ekliptik. Sie ist schätzungsweise 512 Millionen Lichtjahre von der Milchstraße entfernt und hat einen Durchmesser von etwa 180.000 Lj.

Im selben Himmelsareal befindet sich u. a. die Galaxie NGC 7035.
Das Objekt wurde am 19. Oktober 1897 von Herbert Alonzo Howe entdeckt.